# Funk carioca
El funk carioca, funk brasileño, funky, baile funk o funk de favela es un estilo musical nacido en Río de Janeiro. Este ritmo tiene una gran influencia del hip hop, utilizando el estilo del "Miami Bass" y la música electrónica para las instrumentales combinados con el rapeo de vocalización agresiva y contenido muy sugerente. La violencia en las favelas y situaciones más hedonistas son temas frecuentes en el funk carioca.
En Brasil simplemente se le conoce como funk, cosa que no pasa en el resto del mundo donde se le conoce como "funk carioca" o de "baile funk". En parte de Latinoamérica es conocida simplemente como "funky" o "funky brasilero".[cita requerida]

## Características
El funk brasileño lleva este nombre porque se dice que a inicios de los años 1980 las fiestas funk de Río de Janeiro se vieron influenciadas por un ritmo proveniente de Florida, el Miami Bass, subgénero del rap cuyas letras y bailes tenían un contenido erótico.
Este nuevo funk comenzó a tener mucha aceptación en la mayoría de favelas de Río.

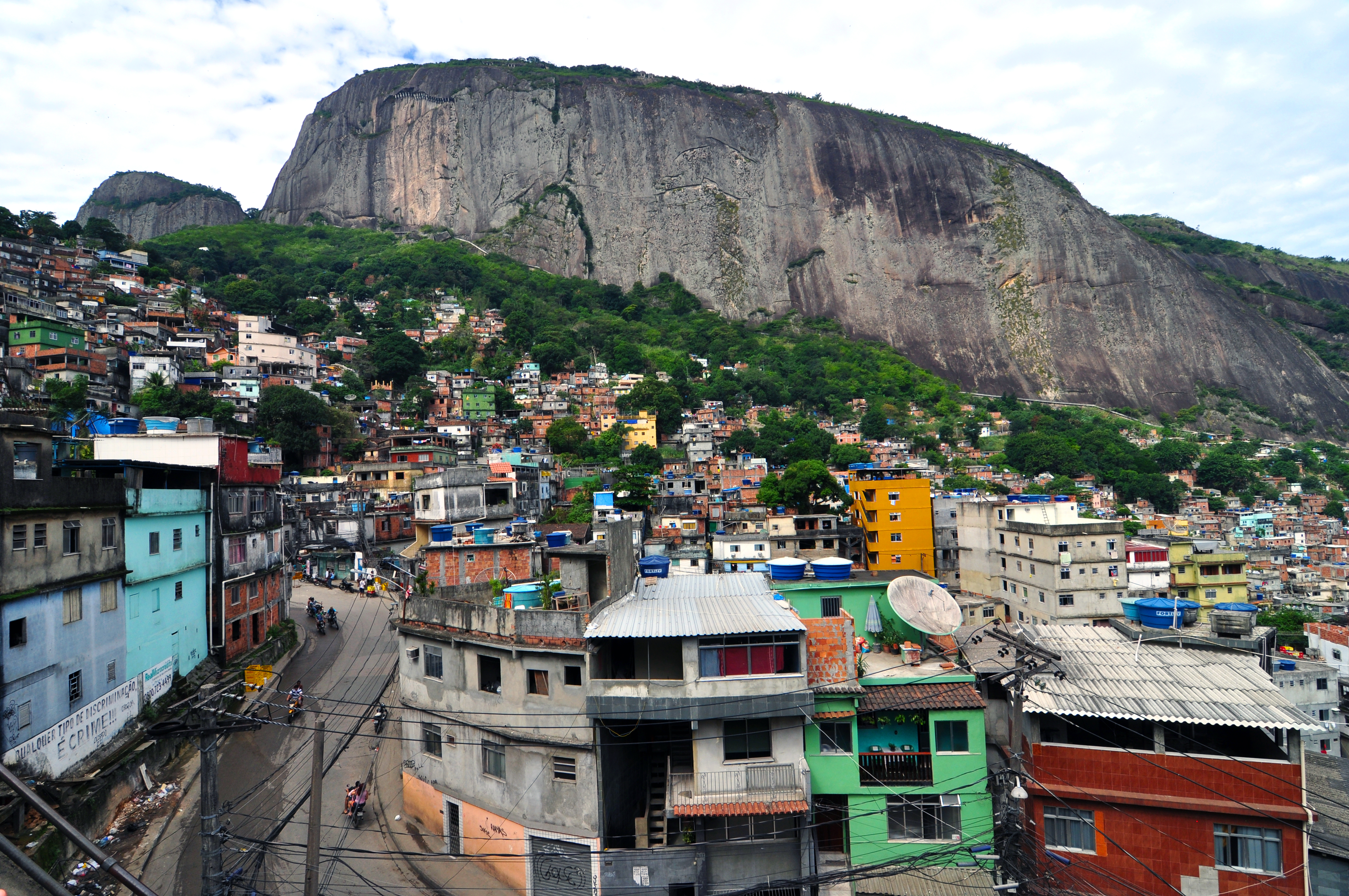
El funk carioca es un sonido originario de las favelas de Río de Janeiro.

Este género actualmente tiene seguidores tanto en la juventud de las favelas como de las clases más acomodadas, ya sea por sus letras, ritmo o forma de baile (usualmente es bailado en forma erótica), aunque generalmente no goza de muy buena fama entre los brasileños ya es un tipo de música asociada a las favelas y gran cantidad de prejuicios están enraizados en la sociedad brasileña.
Sobre el gran éxito que goza actualmente el baile funk, H.Vianna, autor del pionero estudio "O Mundo Funk Carioca" (1988) afirmó:

Todo este mercado fue creado en las dos últimas décadas, sin ayuda de la industria cultural establecida. (…) No conozco otro ejemplo tan claro en la cultura pop contemporánea. El funk ahora tiene números claros, que muestran una actividad económica importante, que puede ser tomado en serio por el poder público.

## Controversia
El estilo musical, si bien presenta una creciente expansión mercadológica, continúa siendo blanco de numerosas críticas, siendo bastante criticado por intelectuales y parte de la población.
Las críticas al baile funk son similares a las que recibe el gangsta rap o el reguetón. El funk carioca es generalmente criticado por ser pobre en creatividad, por presentar frecuentemente un lenguaje soez y vulgar con letras obscenas, misóginas, con apología del crimen (lo que está penado por la legislación brasileña), el consumo y el tráfico de drogas, la promiscuidad y la sexualidad exacerbada.
Gran parte de la crítica viene también de la asociación de este género musical al tráfico de drogas, pues los bailes funk son con frecuencia realizados por traficantes, para atraer consumidores de drogas a las favelas.

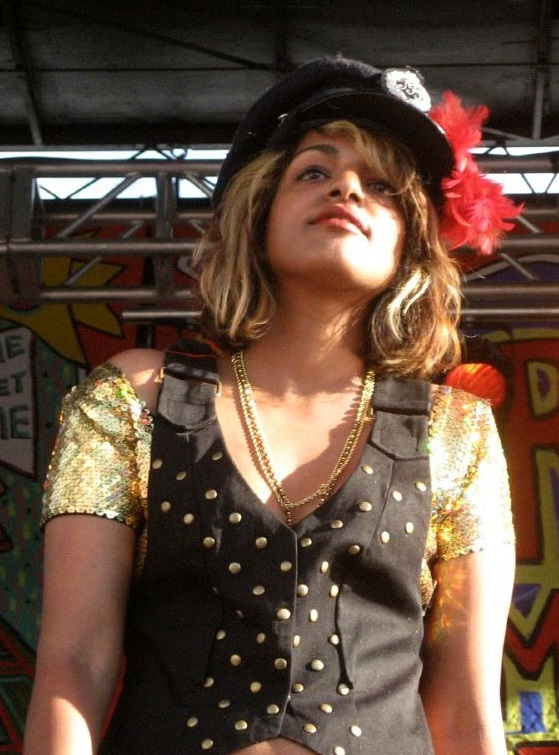
La inglesa M.I.A. ha empleado frecuentemente ritmos de baile funk en sus canciones, especialmente es su álbum debut Arular, contribuyendo así a difundir el sonido internacionalmente.

Debido a la controversia generada, en muchas radios el baile funk ha sido vetado.

## Reconocimiento fuera de Brasil
A finales de 2000 y principios de 2001, se popularizó este género en Venezuela, donde diferentes canciones se radiaron, siendo «Magrinha» de Dennis DJ la más popular.
Desde fines de 2001 hasta principios de 2003, también fue muy popular en Chile, especialmente por el público infantil y adolescente, fue erróneamente llamado "Axé" debido al grupo (de baile) quien popularizó este tipo de música: "Axé Bahia". Fue parte de duras críticas por los pasos de baile demasiado sugerentes. Los temas más populares fueron «Tapinha», «Tchuchuca», «Morto Muito Louco» y «Pega o Bonde e Bem» todos del grupo Bonde do Tigrao,  
En 2003, la canción Quem Que Caguetou (Follow Me Follow Me) by Black Alien & Speed, si bien no fue un éxito en Brasil, fue usada en un anuncio de coche en Europa, ayudando así a la promoción del baile funk.
En 2004, en discotecas de Europa del Este, especialmente en Rumanía y Bulgaria se hizo popular el baile funk. Incluso artistas como DJ Marlboro fueron invitados a dar algunos shows.
La artista M.I.A. dio a conocer definitivamente el género a nivel internacional con el sencillo Bucky Done Gun lanzado en 2005 y siendo incluido posteriormente en su álbum "Arular", siendo producido por Diplo, que también produjo la en 2004 la recopilación Piracy Funds Terrorism de M.I.A., en la que se incluyen los temas de baile funk Baile Funk One, Baile Funk Two y Baile Funk Three. Diplo hizo en 2004 una recopilación pirata llamada Favela On Blast
Su álbum "Arular", que tuvo gran acogida en el ambiente indie, está considerablemente influido por el baile funk, lo que contribuyó a difundir dicho género en los ambientes más alternativos de Estados Unidos y Europa. 
En 2006, el grupo Bonde do Role, con un origen ajeno a las favelas, una actitud más desenfadada y mezclando el baile funk con rock consiguen llegar otro tipo de público más indie. Sus letras son descomprometidas y políticamente incorrectas. Reciben elogios del New York Times y de la revista Rolling Stone. Llegan a actuar en Europa.
En 2009 y 2010 una versión más electro de la canción "Rap das armas", del grupo MC Cidinho e Doca gozó de una alta popularidad en los pubs y discotecas de España, en buena parte debido a que dicha canción fue incluida en la película Tropa de élite, que tuvo bastante acogida en España mediante descargas de internet.
En 2018, la cantante Lola Índigo lanzaría al mercado musical español el que se considera el primer funk hecho en España con éxito comercial. Bajo el título de Ya no quiero ná, la canción ha conseguido ser disco de oro en su país de origen.

## Reconocimiento institucional
En septiembre de 2009 la Asamblea Legislativa de Río de Janeiro aprobó la definición del funk carioca como «movimiento cultural y musical de carácter popular». Esto puso fin definitivamente a la persecución, antaño habitual, de que era objeto el baile funk por parte de las instituciones dado su carácter controvertido.

## Subgéneros

### Proibidão
Proibidão es un derivado del funk carioca relacionado con prácticas prohibidas. El contenido del género implica la venta de drogas ilegales y la guerra contra las agencias policiales, así como la glorificación y elogio de los carteles de la droga, es similar al rap gangsta.

### New funk
Subgénero surgió en 1999, el new funk mezclado funk carioca con dance-pop. Mientras que las letras de las canciones de funk carioca en ese momento se centraron en las dificultades de las favelas, el nuevo funk presentó ritmos y letras centrados en la sensualidad y la diversión. El primer artista del género en tener repercusión nacional fue Bonde do Tigrão, que además de los DJ y MC del funk tradicional, también estableció la necesidad de bailarines y coreografías para las canciones.

### Funk melody
El funk melody es el resultado de la evolución del freestyle brasileño. El estilo se basa en ritmos electro pero con un enfoque lírico. Se ha destacado por ser impulsado por artistas femeninas. La cantante más popular de funk melody fue Perlla y Anitta.

### Funk ostentação
El funk ostentação, comovido também como funk paulista, es un subgénero del funk carioca creado en São Paulo en 2008. El contenido lírico y temático de las canciones en este estilo se centra principalmente en el consumo conspicuo, así como un enfoque en actividades materialistas, glorificación de estilo de vida urbano y ambiciones de abandonar la favela. Desde entonces, el funk ostentação ha estado fuertemente asociado con la emergente nova classe média (nueva clase media) en Brasil.

### Funk paulista
Funk ousadia es un estilo originado a partir de funk ostentação, a principios de 2013. El género fue impulsado principalmente por el canal de contenido audiovisual brasileño KondZilla, que deletreaba nombres como MC João, MC Livinho, MC Kevinho, MC Zaac, Jerry Smith, MC Pikatchu y MC Fioti. El tema de las canciones cambia de ostentación a un enfoque más danzante. 

### Pagofunk
Subgénero del funk paulista, el pagofunk se caracteriza por el uso de sámpleres de cavaco (instrumento típico de pagode, samba y choro) y composiciones atrevidas. Canciones con gran resonancia del género como "Tudo de Bom" de MC Livinho, "Turutum", "de MC Kevinho," Todo Dia "de Pabllo Vittar y Rico Dalassam, y" Não Encosta", de Ludmilla. 

### Rasteirinha
Rasteirinha es un estilo de funk carioca más lento que descansa alrededor de 96BPM y usa atabaques, panderos y beatboxing. También incorpora influencias del reguetón y axé.  Uno de los principales éxitos del género es la canción "Fuleragem", de MC WM.

### Funk automotivo
El Funk automotivo o funk montagem, también conocido erróneamente como "Brazilian phonk" mundialmente, es un subgénero del funk que surgió en São Paulo y ganó popularidad a partir de 2010 en todo Brasil, y a partir de 2020 en todo el mundo, por los edits de TikTok. Un conflicto que derriba es el hecho a que se asemeja al Brazilian phonk y se le etiqueta equívocamente con éste. 

## Derivados

### Brega funky
La melodía mezcla brega, arrocha y funky. Los cantantes populares de brega funk son Felipe Original, Dadá Boladão, Pabllo Vittar y MC Loma.

### Funk 150 BPM
En 2018, los DJ Polyvox y Rennan da Penha crearon Carioca Funk de 150 beats por minuto o 150 BPM. En 2019, los grupos de carnaval adoptaron el funk carioca 150 BPM.  "Ela É Do Tipo", de Kevin O Chris, es una de las canciones más populares del género.

### Mandelão
El funk mandelão, también conocido como Ritmo dos Fluxos, es un subgénero surgido en São Paulo a finales de la década de 2010, inspirado en el Baile do Mandela, una fiesta popular de Praia Grande. El término "mandelão" proviene de "Mandela", en referencia al líder sudafricano Nelson Mandela. Mandelão se caracteriza por tener letras sencillas y repetitivas. La producción musical es minimalista y cruda, con ritmos pesados y bajos soplados, que crean un ritmo pegadizo y bailable. Algunos de los instrumentos utilizados en el mandelão son el piano, el sintetizador, el sampler y el ordenador. El mandelão funk también se caracteriza por tener una coreografía propia, que consiste en movimientos rápidos y sincronizados de brazos y piernas.
Un ejemplo del éxito del mandelão fue la canción "Automotivo Bibi Fogosa", cantada por la artista brasileña Bibi Babydoll, que alcanzó el primer puesto de las listas musicales de Spotify en Ucrania en 2023 y llegó al número 3 tanto en Bielorrusia como en Kazajistán. Se extendió por el resto de Europa, principalmente en los antiguos Estados de la Unión Soviética.

### Brazilian phonk
El Brazilian phonk es un subgénero inspirado en el estilo de hip hop underground llamado phonk, que se originó en Estados Unidos en la década de 1990. El género combina elementos del funk carioca, la música electrónica y el trap, creando un sonido distinto y agresivo, con letras que abordan temas como la violencia, las drogas, el sexo y la ostentación. El término "Brazilian phonk" fue popularizado por el productor noruego William Rød, más conocido como Slowboy.El término "Brazilian phonk" se ha debatido mucho en las redes sociales, debido a que no se debe ser catalogado como una variante o subgénero del Phonk. 

### Meme funk
El meme funk, o funk brainrot, es un subgénero del funk carioca creado probablemente por el artista musical mexicano LDRR con su canción "Mangos". El meme funk suele ser muy confundido por el brazilian phonk, dado que sus artistas etiquetan a menudo sus canciones como "phonk" o "brazilian phonk" y se caracteriza por usar memes, gritos de personajes de videojuegos, sonidos distorsionados y ritmos caóticos. En los últimos años se volvió uno de los géneros más odiados por la sociedad y, a su vez, uno de los más usados en edits de Tiktok y YouTube Shorts.